# David Manzur
Pour les articles homonymes, voir Manzur.
David de la Trinidad Manzur Londoño (né en 1929 à Neira, Caldas en Colombie), est un peintre colombien. 
Il a fait des études à l'École des Beaux Arts de Bogota et aussi à l'Art Students League et à l'Institut Pratt de New York. David Manzur est reconnu pour l’emploi des sujets comme les chevaux, la figure humaine et  la nature morte.

## Biographie
David Manzur est né à Neira, Caldas en Colombie. Il grandit pendant son enfance et son adolescence en habitant à Bata au Guinée équatorial, aux Îles Canaries et à Séville en Espagne. Pendant son séjour en Afrique et en Europe, il vécut la Guerre civile espagnole et la Seconde Guerre mondiale.
Il fit des études à l'Art Students League de New York. De plus, il fut boursier de la fondation Guggenheim et l’Organisation des États américains. 
Lors du séjour aux États-Unis, il fut assistant de Naum Gabo, sculpteur ruse du mouvement constructiviste et pionnier de l’Art cinétique. Le constructivisme sera une partie importante de son œuvre pendant les années 1960 et 70. 
Après, en Colombie il fonda l’atelier David Manzur qui a fonctionné pendant plus de vingt ans et dans lequel se sont formées plusieurs générations d’artistes à travers des medias audiovisuels sur l’art classique et l’art contemporain. 
Aujourd’hui, il passe la plupart de son temps dans son atelier à Barichara, Santander.

## Œuvre
Sa première exposition personnelle eut lieu au Musée National de la Colombie, à l’âge de 24 ans. Cette exposition, était composée par des œuvres figuratives qui ont précédé une production artistique des caractéristiques abstracts qui aura eu lieu jusqu’à les années 1970.  
Pendant les années 1960 et 70, David Manzur  réalisa une incursion dans le constructivisme, en faisant des expérimentations avec des matériaux comme le bois, le fil et le fil de fer.  
Influencé par le baroque espagnol, et sur tout par de peintres comme Diego Velázquez, Zurbarán et Juan Sanchez-Cotán et en utilisant des éléments des peintres réalistes américaines du XIXe siècle, William Harnett et John F. Peto, Manzur commença une nouvelle étape de son œuvre figurative où ils ressortissent la nature morte, la transverbération de Sainte Thérèse d’enfant Jésus, la figure et l’histoire de Saint Sébastien et sur tout, l’emploi des chevaux dans des situations divers, motif à-propos duquel Manzur est largement reconnu. 
Pendant les dernières années, l’œuvre de Manzur a évolué largement. La série « Ciudades Oxidadas » (Villes Rouillées), exposée pendant la première décennie du XXIe siècle, montra un intérêt spécial du peintre pour  la détérioration de la planète et a produit des longs voyages et importantes recherches.   
La plus récente de ses œuvres, appelée «Obra Negra » (Œuvre Noire), supposa une rupture radical avec des travaux antérieurs  par l’utilisation des nouvelles techniques dans la toile avec l’objectif de donner une nouvelle dimension à son travail.
David Manzur a participé dans des nombreuses expositions collectives et personnelles. Pendant sa trajectoire artistique il a reçu diverses distinctions et prix nationaux et internationaux.